# Schoenoplectiella lateriflora
Schoenoplectiella lateriflora là loài thực vật có hoa trong họ Cói. Loài này được (J.F.Gmel.) Lye mô tả khoa học đầu tiên năm 2003.